# The Train: Escape to Normandy
The Train: Escape to Normandy est un jeu vidéo d’action développé par Artech Studios et publié par Accolade à partir de 1987 sur Commodore 64, IBM PC, ZX Spectrum et Amstrad CPC. Le jeu est basé sur le film Le Train. Le joueur y incarne un résistant dont la mission est de capturer un train, transportant des objets d’art vers Berlin, qu’il doit ensuite conduire jusqu’à une ville contrôlée par les Alliés. Le jeu se divise en trois phases principales : sécuriser les gares, sécuriser les ponts et conduire le train. Les deux premières sont des séquences d’arcades où le joueur doit tirer sur des gardes ou des bateaux ennemis. La conduite du train demande de son côté  de réguler sa vitesse, la pression de vapeur, la température de la chaudière et le niveau d’eau. Lors de cette séquence, le joueur à le choix entre plusieurs vues : une vue de la cabine, une carte et une vue des canons avant ou arrière, qui lui permettent de tirer sur d’éventuels attaquants,. 

## Accueil
| The Train: Escape to Normandy |      |        |
| Média                         | Nat. | Notes  |
| ACE                           | GB   | 64.1 % |
| Commodore User                | GB   | 8/10   |
| The Games Machine             | GB   | 71 %   |